# Daletjärnen (Töftedals socken, Dalsland)
Daletjärnen är en sjö i Dals-Eds kommun i Dalsland och ingår i Örekilsälvens huvudavrinningsområde. Daletjärnen ligger i Trestickla-Boksjön Natura 2000-område.